# جیمز چالیس
 جیمز چالیس (انگلیسی: James Challis؛ زاده ۱۲ دسامبر ۱۸۰۳ درگذشته ۳ دسامبر ۱۸۸۲) یک کشیش و اخترشناس اهل انگلستان بود.